# Consejo Nacional de Educación (Chile)
El Consejo Nacional de Educación (abreviado CNED) es un organismo autónomo del Estado de Chile, con personalidad jurídica y patrimonio propio que se relaciona con el presidente de la República a través del Ministerio de Educación. Se constituyó en abril de 2012, según la conformación establecida por la «Ley General de Educación» n° 20.370, cuyo texto refundido, coordinado y sistematizado con las normas de la LOCE fue fijado por el decreto con fuerza de ley n° 2-2009 de Educación. Como sucesor legal del Consejo Superior de Educación (CSE), heredó sus atribuciones y asumió otras en el ámbito escolar. Desde 2021 está presidido por Luz María Budge.
Está conformado por quince miembros que representan diversos sectores de la sociedad y del sistema educacional. Su función es revisar y aprobar las bases curriculares y los nuevos planes de estudio, los que serán propuestos por el ministerio. También aprobarán los estándares de aprendizaje.
En el ámbito de la investigación e información pública, el CNED sustenta bases de datos, estadísticas y provee información sobre el sistema. Además, promueve y facilita el análisis y el desarrollo de investigación sobre educación parvularia, escolar y superior; y fomenta la reflexión sobre diversas temáticas de educación.

## Funciones
De acuerdo a la Ley General de Educación (Ley N°20.370), son funciones del Consejo nacional:

### Para educación parvularia, básica y media
- Aprobar o formular observaciones fundadas a las bases curriculares para cada uno de los niveles de la educación regular parvularia, básica y media, para todas las modalidades existentes[nota 1] y las que pudieren crearse.
- Aprobar o formular observaciones a las adecuaciones curriculares para poblaciones específicas, incluidas, entre otras, los pueblos originarios y los talentos.
- Aprobar los planes y programas elaborados por el Ministerio de Educación. Dichos planes y programas serán obligatorios para aquellos establecimientos que no tengan propios.
- Servir de única instancia en los procesos de reclamación de las decisiones del Ministerio de Educación de objetar los planes y programas que se le presenten para su aprobación.
- Informar favorablemente o con observaciones el plan de evaluación de los objetivos de aprendizaje determinados en las bases curriculares de educación básica y media.
- Informar favorablemente o con observaciones los estándares de calidad propuestos por el Ministerio de Educación.
- Informar favorablemente o con observaciones las normas sobre calificación y promoción, dictadas por el Ministerio de Educación.
- Asesorar al Ministro de Educación en las materias que este le consulte.

### En educación superior
- Administrar el sistema de licenciamiento de las nuevas instituciones de Educación Superior, en conformidad a las normas establecidas en la ley.
- Pronunciarse sobre los proyectos institucionales presentados por las nuevas instituciones de Educación Superior para efectos de su reconocimiento oficial.
- Verificar el desarrollo de los proyectos institucionales de las nuevas instituciones de Educación Superior que hayan sido aprobados.
- Establecer sistemas de examen selectivo para las asignaturas o cursos de las carreras impartidas por las instituciones de educación adscritas a procesos de licenciamiento. Este examen tendrá por objeto evaluar el cumplimiento de los planes y programas de estudio y el rendimiento de los alumnos.
- Solicitar al Ministerio de Educación, de manera fundada, la revocación del reconocimiento oficial de las universidades, institutos profesionales y centros de formación técnica en proceso de licenciamiento.
- Administrar el proceso de revocación del reconocimiento oficial de las instituciones adscritas al sistema de licenciamiento, velando especialmente por la continuidad de estudios de los alumnos matriculados. Asimismo, le corresponderá la administración de los procesos de titulación pendientes, el otorgamiento de las certificaciones académicas que correspondan, y el resguardo de los registros curriculares y los planes y programas de las carreras de la institución.
- Apoyar al Ministerio de Educación en la administración de los procesos de cierre de las instituciones de Educación Superior autónomas, especialmente en lo que dice relación con los procesos de titulación de los estudiantes que se encuentran en esa etapa de sus estudios.
- Servir de instancia de apelación respecto de las decisiones de la Comisión Nacional de Acreditación, de conformidad a la ley N.º 20.129.
- Informar al Ministerio de Educación sobre el cierre de las instituciones autónomas de Educación Superior, sus sedes o carreras, a pedido de este, de acuerdo a las disposiciones de la ley N.º 20.129.

### Integrantes
Cuatro de los integrantes son propuestos por el presidente de la república, y después ratificados por el Senado.
El Consejo Nacional de Educación está integrado por diez miembros. Un académico de reconocida trayectoria, designado por el presidente de la república que cumple las funciones de Presidente. Dos profesionales de la educación que ejercen labores docentes en el ámbito municipal y particular, nombrados por el presidente de la República a partir de ternas elaboradas por el Consejo de Alta Dirección Pública (ADP). Cuatro académicos de reconocido prestigio, propuestos por el presidente de la República a partir de ternas elaboradas por el Consejo de ADP y ratificadas por el Senado. Un miembro designado por el Consejo de Rectores de las Universidades Chilenas, otro por los rectores de las universidades privadas autónomas acreditadas y un tercero designado por los institutos profesionales y los centros de formación técnica acreditados. 
Sus miembros duran seis años en sus cargos y se renuevan por mitades cada tres, de acuerdo con el mecanismo de alternancia definido por el DFL N°2 del Ministerio de Educación.